# Приянка Чопра
Приянка Чопра Джонас (на английски: Priyanka Chopra Jonas) е индийска актриса, певица, филмова продуцентка и носителка на титлата Мис Свят за 2000 г. Чопра е една от най-популярните и най-високо платените известни личности от Индия, награждавана с множество награди. През 2016 г. правителството на Индия я удостоява с Падма Шри, списание Тайм я обявява за една от 100-те най-влиятелни личности на света. През 2017 и 2018 г. Форбс я нарежда сред 100-те най-влиятелни жени на света.
Въпреки че първоначално Чопра планира да учи аерокосмическо инженерство, тя приема предложение да се присъедини към индийската филмова индустрия, което ѝ е отправено след успехите ѝ като модел. Дебюта си тя прави в Боливуд през 2003 г. с филма The Hero: Love Story of a Spy. Пробивът в кариерата си прави с трилъра от 2004 г. Aitraaz. Към 2006 г. Чопра вече е една от водещите фигури в индийското кино. След временни несгоди, тя съживява кариерата си през 2008 г., играейки в драмата Fashion, за която си роля печели Национална филмова награда за най-добра актриса. В периода 2015 – 2018 г. участва в сериала на ABC Куантико. През 2017 г. участва в холивудската комедия Спасители на плажа.
Като филантроп, Чопра работи с УНИЦЕФ от 2006 г. и е била назначавана за национален и световен посланик на добра воля на УНИЦЕФ за правата на децата съответно през 2010 и 2016 г. Тя насърчава обществени каузи, касаещи околната среда, здравеопазването, образованието, правата на жените и равенството между половете. Като певица тя е издала три сингъла. Тя е основател на продуцентското студио Purple Pebble Pictures. Чопра е женена за Ник Джонас.

## Ранен живот
Приянка Чопра е родена на 18 юли 1982 г. в Джамшедпур, Бихар. Тя е дъщеря на Ашок и Мадху Чопра, и двамата лекари в Индийската армия. Баща ѝ е пенджабски индиец от Амбала. Майка ѝ е най-голямата дъщеря на бивш член на Бихарското законодателно събрание и на бивш ветеран от Индийския национален конгрес. Чопра има брат, Сидхарт, който е седем години по-малък от нея, а актрисите Паринити Чопра, Мира Чопра и Манара Чопра са ѝ братовчедки. Поради естеството на работата на родителите ѝ, семейството често се мести на различни места из Индия: Делхи, Амбала, Чандигарх, Ладакх, Лакнау, Барейли и Пуна. В интервю Чопра споделя, че не е имала против да пътува редовно и да сменя училищата – тя го приема като нов опит и като начин за откриване на мултикултурното общество на Индия.
На 13-годишна възраст Чопра се премества в САЩ, за да учи, живеейки при леля си и ходейки на училище в Нютън (Масачузетс) и Сидър Рапидс (Айова), тъй като семейството на леля ѝ също се мести често. Докато е в Масачузетс, тя участва в няколко театрални постановки и изучава западна класическа музика, хорово пеене и да танцува катхак. По време на тийнейджърските си години в САЩ, Чопра става обект на расистки нападки и е тормозена от неин афроамерикански съученик за това, че е индийка.
След три години Чопра се завръща в Индия, където завършва последната година от средното си образование в Барейли. През този период тя печели множество местни конкурси за красота, след което тя започва да бъде преследвана от обожатели, което принуждава семейството ѝ да сложи решетки по прозорците на дома им. Майка ѝ я записва в конкурса Мис Индия през 2000 г., на който тя завършва на второ място. След това Чопра участва в конкурса Мис Свят през същата година, на който печели короната. По това време тя вече е записана в колеж, но го напуска след като спечелва Мис Свят. Именно по това време Чопра започва да получава предложения за филмови роли.

## Личен живот
Чопра поддържа здрава връзка със семейството си и живее в апартамент на същия етаж като него. Тя е особено близка с баща си, който умира през юни 2013 г. Тъй като в семейството няма хора, занимаващи се с филми, тя се описва като „самоука жена“. Майка ѝ, която е утвърдена гинеколожка в Барейли, изоставя практиката си, за да подпомага дъщеря си във филмовата ѝ кариера.
Чопра изповядва индуизъм и изпълнява обреда пуджа всяка сутрин. Въпреки че се държи приятелски пред медиите, тя е сдържана относно личния си живот. Вече записана за участие в главна роля във филма Bharat, тя напуска няколко дни преди да започнат снимките. Продуцентът на филма казва, че тя е напуснала, тъй като се е сгодила с Ник Джонас, и я обвинява в непрофесионализъм.
Чопра започва да се среща с американския певец и актьор Ник Джонас през май 2018 г. Джонас ѝ прави предложение през юли 2018 г., когато са на о. Крит, Гърция. Чопра и Джонас се сгодяват през август 2018 г. в Мумбай. През декември 2018 г. двамата сключват брак в резиденцията Умаид Бхаван в Джодхпур с индуистка и християнска церемония. След сватбата Чопра официално променя пълното си име на Приянка Чопра Джонас.